# Costantino Sereno
Costantino Sereno (Casale Monferrato, 1829 – Torino, 1893) è stato un pittore italiano.

## Biografia
Si distinse come disegnatore e colorista. Nel 1881 espose a Milano Il Chilo, un quadro di genere, indi a Roma e a Torino nel 1884 espose due Monacanda, nonché altri lavori come Scoperta di un bersagliere e Un bacio di furtiva provenienza. Nella sua città natale espose un progetto per un dipinto teatrale presso il municipio, nonché realizzò gli interni del duomo cittadino e quelli della chiesa dell'Assunta di Fubine (all'epoca dedicata a san Cristoforo). Sua è anche una medaglia presente nel Santuario della Consolata nel capoluogo piemontese. A Ciriè si occupò degli ornamenti della locale chiesa parrocchiale.
Nel 1861 espose alcuni lavori all'Accademia Albertina presso la mostra della Società promotrice delle Belle Arti, ovvero un Vittorio Alfieri condotto dalla Tragedia e dalla Poesia al tempio dell'Immortalità, una Madonna Gualdrada della Famiglia Donati e un Ritratto di S. M. Isabella II.

## Opere
- Ritratto di coniugi, olio su tela (1858).
- Dipinti murali (figure di Santi e Angeli) nella volta e nel catino absidale del presbiterio del Duomo di Casale Monferrato (1860-1861) in stile neo-bizantino.
- Ritratto della contessa Simonetti in blu con due bambini, olio su tela (1871).
- Ritratto del conte Simonetti con i tre figli, olio su tela (1871).
- Cicli di affreschi nelle volte della chiesa parrocchiale di S. Maria Della Motta a Cumiana (1871).
- Ciclo di affreschi nelle volte della chiesa parrocchiale di S. Giovanni a Moretta (1877).
- Affreschi del Battesimo di Cristo nel battistero e dei gruppi di Angeli sopra i cinque altari della Chiesa di S. Secondo a Torino (1881). Il pittore è anche l'autore del disegno delle decorazioni a mosaico della navata centrale, del presbiterio (nel quale sono raffigurati Martirio e Gloria di S. Secondo) e della lunetta esterna sopra il portale dell'edificio.
- Vetrate istoriate e colorate della chiesa di S. Eusebio a Camagna Monferrato.
- Ritratto del re Umberto I, 1878 presso la Villa della Regina a Torino (ambiente 27, piano nobile)